# Integrity Music
Integrity Music es parte de David C Cook grupo sin fines de lucro. Fundada como un club de música directo al consumidor en 1987 como Integrity Music, Integrity se encontraba a la vanguardia de la gran popularidad de la música de alabanza y adoración en la música de adoración contemporánea. Integrity pública muchas de las mejores canciones de la Iglesia, incluyendo "We Believe" (Newsboys). El sello también ha traducido álbumes al español, mandarín, hindi, indonesio, cantonés, ruso, holandés, francés y portugués.

## Historia
Integrity Music fue fundada en 1987 con la compra de la división de música de Comunicaciones de Integridad, poseídos por Ministerios de Simpson del Charles. Simpson fue miembro del Movimiento de pastores y pastor de Covenant Church of Mobile.
Desde 1983, el sello y su predecesor han producido el popular Hosanna! Music, serie musical de alabanza y música de adoración que comenzó con el lanzamiento de Behold His Majesty, con el líder de adoración Ron Tucker, en 1983. Para 1995, la firma se cotizaba públicamente en Nasdaq con el símbolo ITGR. En 2001, Integrity inició Integrity Publishers. La compañía cambió su nombre en 2002 a Integrity Media para reflejar mejor su movimiento a otros mercados. También en 2002, la firma compró el sello INO Records con sede en Nashville. Esto se agregó a su lista de artistas, que ya incluía a, Don Moen, Hillsong Music, Paul Baloche, e Israel and New Breed. El sello también lanzó la banda sonora de la película La Pasión del Cristo y las 4 colecciones de canciones de Adoración por Time-Life. En el 2004, el cofundador y presidente Michael Coleman se hizo privado de Integrity.
En el 2005, Integrity Music e INO Records comenzaron a distribuirse a través de Sony BMG como parte del sello Provident. En el 2006, Integrity Publishers se vendió a Thomas Nelson.
En 2009, realiza una alianza con el Grupo CanZion, para la distribución musical en Latinoamérica y Estados Unidos.
Integrity también vende música, películas y medios digitales por correo directo y ventas por Internet, así como tarjetas de felicitación por correo directo a través de DaySpring/Hallmark.
En el 2011, Integrity Media vendió a Integrity Music al ministerio David C. Cook. La sede se mudó de Mobile, Alabama a la sede de David C. Cook en Colorado Springs, Colorado.